# Big Movie
Pour plus de détails, voir Fiche technique et Distribution.
Big Movie (Epic Movie) ou Film épique au Québec est un film américain écrit et réalisé par Jason Friedberg et Aaron Seltzer et produit par Paul Schiff, sorti le 26 janvier 2007. Il parodie des blockbusters sortis entre 2004 et 2007.
Le film suit quatre orphelins, Peter le mutant échappé de son école, Susan victime d'un accident de serpents dans un avion, Lucy élevée par un conservateur du Musée du Louvre et le mexicain Edward, qui obtiennent chacun un ticket doré qui les invite à visiter une usine de chocolat. Là, ils découvrent un placard magique qui les emmène dans le monde enchanté de Gnarnia. Ils découvrent qu'ils sont membres de la même fratrie, et qu'ils font partie de la prophétie qui annonce le renversement de la Pute Blanche, la reine qui dirige actuellement Gnarnia. Alors qu'Edward est fait prisonnier, les trois autres partent s'entrainer, puis se joignent à Aslo qui est à la tête d'une armée. Ils partent délivrer Edward, Aslo meurt au cours de l'opération.
C'est une parodie du genre du film épique, le film fait principalement référence au Narnia, la Sorcière blanche et l'Armoire magique, Harry Potter, Charlie et la Chocolaterie, Pirates des Caraïbes et X-Men. Il met en vedette Kal Penn, Adam Campbell, Jayma Mays, Jennifer Coolidge, Faune A. Chambers, Crispin Glover, Tony Cox et Fred Willard.
Le film a été unanimement critiqué par la critique. Beaucoup l'ont considéré comme l'un des pires films de tous les temps. Malgré cela, il a rencontré un certain succès au box-office, engrangeant 86,9 millions de dollars dans le monde, soit plus de quatre fois son budget de 20 millions de dollars.

## Synopsis
Lucy découvre que son père adoptif, conservateur de musée, a été attaqué par Silas . Avant de mourir, il lui donne des indices qui la mènent à un « ticket d'or » dans un distributeur de barres chocolatées . Ses camarades orphelins Edward, un moine stagiaire désabusé, Susan, une fille adoptée déplacée et Peter, un mutant de l'Académie des mutants qui est souvent taquiné pour ses ailes de poulet , trouvent tous des tickets d'or. Tous les quatre se retrouvent à la Chocolaterie de Willy . Willy révèle son plan pour les utiliser tous comme ingrédient spécial dans ses friandises.
En tentant de se cacher du maniaque Willy, Lucy trouve une armoire . De l'autre côté, au milieu d'une forêt hivernale , elle trouve M. Tumnus , qui accueille Lucy à Gnarnia et la prévient du danger. Les autres suivent Lucy à Gnarnia, et Edward rencontre la Chienne Blanche . Elle le convainc de piéger les autres orphelins afin de devenir le roi de Gnarnia dans son Château Blanc .
Tous les quatre se rendent chez Tumnus, où ils découvrent leur lien de parenté dans une copie du célèbre tableau La Cène , et que la Chienne Blanche a tué leurs parents. Ils s'allient avec Harry Beaver, le compagnon de vie de Tumnus, pour vaincre la Chienne Blanche.
Edward se faufile jusqu'au château de la Garce Blanche . Lorsqu'il refuse de lui révéler où se trouvent les autres, elle lui montre ses seins, l'hypnotise pour qu'il lui révèle les informations sur les orphelins, puis l'emprisonne. La Garce Blanche envoie Silas à la poursuite du trio ; Tumnus se sacrifie apparemment pour assurer leur sécurité.
Les orphelins rencontrent ensuite à Poudlard un Harry Potter grisonnant , un Ron Weasley chauve et une Hermione Granger enceinte . Ils aident tous Lucy, Susan et Peter à s'entraîner pour la guerre contre la Garce Blanche.
Le capitaine Jack Swallows aide Edward à s'échapper, mais Edward découvre que c'était une ruse car Jack, le vieil ennemi de la garce, a besoin d'informations de la part d'Edward.
Après avoir terminé leur formation, Lucy, Susan et Peter se dirigent vers le camp d' Aslo . Aslo accepte d'aider Edward et parvient à tuer Silas, mais alors qu'il fait évader Edward, il est tué par la Chienne Blanche. Alors que les orphelins organisent une fête avant la bataille avec leurs alliés, Susan se saoule et vomit partout, dégoûtant suffisamment leur armée pour que personne ne se présente pour aider les orphelins le lendemain. Les quatre frères et sœurs engagent la Chienne Blanche dans la bataille et tous (sauf Peter) sont tués. Peter trouve alors une télécommande magique et utilise ses pouvoirs pour faire revivre ses frères et sœurs.
Ensemble, ils tuent l'armée, vainquent la Garce Blanche et arrêtent son plan. Peter déclare que la Garce Blanche recevra un procès juste et équitable dans la nouvelle Gnarnia, mais la roue de Jack l'écrase accidentellement à mort. Les quatre sont couronnés nouveaux dirigeants du pays. Tumnus apparaît alors, ayant survécu à sa bataille. Des décennies plus tard, les quatre dirigeants désormais âgés retrouvent la garde-robe et la fouillent. Ils apparaissent quelques instants après leur départ, jeunes à nouveau. Ils rencontrent Borat , qui les félicite pour une fin heureuse, mais ensuite, la roue de Jack roule accidentellement sur le quatuor, les tuant. Borat dit alors son emblématique "NON !" avant de se retourner et de taper des fesses, mettant fin au film.

## Fiche technique
- Titre original : Epic Movie
- Titre français : Big Movie
- Titre québécois : Film épique
- Réalisation : Jason Friedberg et Aaron Seltzer
- Scénario : Jason Friedberg et Aaron Seltzer
- Production : Paul Schiff
- Production exécutive : Jason Friedberg et Aaron Seltzer, Arnon Milchan, Rodney Liber
- Distribution : 20th Century Fox
- Musique : Edward Shearmur
- Photographie : Shawn Maurer
- Montage : Peck Prior
- Costumes : Frank Helmer et William Elliot
- Décors : Teresa Visinar
- Pays d'origine : États-Unis
- Genre : épique, parodique
- Format : couleurs - 1,85:1 - DTS / Dolby Digital - 35 mm
- Durée : 86 minutes, 93 minutes pour la version non censurée[1]
- Dates de sortie :
  - États-Unis : 26 janvier 2007
  - France : 4 avril 2007
- Budget : 20 millions de dollars[2]
- Box-office : 86,9 millions de dollars

## Distribution
- Kal Penn (VF : Serge Faliu ; VQ : Sébastien Reding) : Edward Pervertski
- Adam Campbell (VF : Fabrice Josso ; VQ : Xavier Dolan) : Peter Pervertski
- Faune A. Chambers (VF : Annie Milon ; VQ : Isabelle Leyrolles) : Susan Pervertski
- Jayma Mays (VF : Fily Keita ; VQ : Catherine Proulx-Lemay) : Lucy Pervertski
- Jennifer Coolidge (VF : Élisabeth Wiener ; VQ : Élise Bertrand) : la Pute Blanche (la Blanche Pute au Québec)
- Tony Cox (VF : Christophe Peyroux ; VQ : Manuel Tadros) : Bink
- Héctor Jiménez (en) (VF : Emmanuel Garijo ; VQ : Benoît Éthier) : M. Tumnus
- Katt Williams (VF : Patrice Melennec) : Harry Castor (voix)
- Fred Willard (VF : Patrick Floersheim) : Aslo
- Darrell Hammond (VF : Bruno Choël ; VQ : Jean-François Beaupré) : le capitaine Jack Sous-L'Eau
- Kevin Hart : Silas, le moine albinos
- David Carradine (VF : Marc Cassot) : le gardien du musée
- Jareb Dauplaise (VF : Benjamin Pascal ; VQ : Stéphane Rivard) : Nacho libre
- Carmen Electra (VF : Olivia Dalric ; VQ : Camille Cyr-Desmarais) : Mystique
- Vince Vieluf : Wolverine
- Crispin Glover (VF : Damien Boisseau ; VQ : François Godin) : Willy Wonka
- Kevin McDonald (VF : Pierre-François Pistorio) : Harry Potter
- George Alvarez : Ron Weasley
- Crista Flanagan : Hermione Granger
- Scott L. Schwartz : Rubeus Hagrid
- Lauren Conrad (VF : Sophie Arthuys) : elle-même
- Masha Lund : Pirate sexy
- Alla Petrou : Paris Hilton
- Gregory Jbara (VF : Jacques Frantz) : Mel Gibson
- David Lehre (VF : Donald Reignoux) : Ashton Kutcher
- James Walker Sr. (VF : Thierry Desroses) : Samuel « Grande Gueule » Jackson
- Roscoe Lee Browne (VF : Marc Cassot) : le narrateur
- Lichelle D. Ebner : Mystique transformée

## Parodies

### Films et séries TV
- Le Monde de Narnia : Le Lion, la Sorcière blanche et l'Armoire magique (2005)[3],[4],[5] (parodie principale)
- Borat (2006)[6],[7]
- MTV Cribs (2000–2006)[8],[9],[10]
- Chappelle's Show (2003)[11]
- Star Wars (1977)[11]
- Le Seigneur des Anneaux (2001)[12]
- Charlie et la Chocolaterie (2005)

### Célébrités
- Kanye West[13],[12]
- Paris Hilton [14]

## Production
Le film a été produit par la société Regency Enterprises et distribué par la 20th Century Fox.

### Tournage
Le tournage a débuté le 24 juillet 2004 et s'est terminé en septembre 2006.

## Accueil

### Accueil critique
Sur Rotten Tomatoes, le film a un taux d'approbation de 2 % basé sur 66 critiques et une note moyenne de 2,33/10 : « Une comédie grossière qui n'a rien de nouveau ou de perspicace à dire sur les sujets qu'elle satirise ».
Sur Metacritic, le film a un score de 17 sur 100 basé sur 17 critiques, indiquant une « aversion écrasante ».   
Les audiences interrogées par CinemaScore ont donné au film une note moyenne de « C− » sur une échelle de A+ à F,.
AO Scott du New York Times critique la qualité de l'humour mais salue la prestation de Jennifer Coolidge et Fred Willard. Mick LaSalle du San Francisco Chronicle pense que « seul un idiot complet pouvait penser qu'Epic Movie est à distance drôle ou qu'il vaut la peine d'être fait ».
Dans le Los Angeles Times, Alex Chun a qualifié le film de « rien de plus qu'une série décousue de scènes et de références assemblées comme toile de fond pour un humour de seconde zone ».
Ronnie Scheib de Variety a déclaré que le film était « épiquement peu drôle » et « peu susceptible de rejoindre la liste des blockbusters qu'il tourne en dérision ».  
Le Radio Times a déclaré : « Il n'y a pas grand-chose d'épique dans cette parodie insensée, mais il n'y a pas grand-chose de drôle non plus... C'est abrutissant, ennuyeux et dénué d'imagination au point de parodier même des films auto-dérision ». 
Le Chicago Reader a décrit le film comme étant « l'équivalent cinématographique d'un ténia », tandis que dans sa critique pour The Guardian, John Patterson a écrit que « Epic Movie est une catastrophe épique, ou un échec artistique de proportions épiques, ou même un morceau de merde insupportable et émétique ».
Le Times s'est étonné que « Kal Penn se soit abaissé si bas ».
Par ailleurs, le duo Friedberg-Seltzer a souvent été critiqué pour leur méthode de travail, certains affirmant qu'ils se sont appuyés sur leur association passée avec la franchise Scary Movie pour obtenir des financements pour des projets moins bien reçus, comme Big Movie et d'autres parodies ultérieures. Leur approche de production a été décrite comme opportuniste, visant avant tout à capitaliser sur les tendances cinématographiques sans chercher une réelle innovation artistique.

### Box-office
Big Movie a débuté à la première place du box-office avec un chiffre d'affaires de 18,6 millions de dollars au cours du week-end d'ouverture. Au 8 mai 2007, le film a rapporté 86 865 564 $, dont 39 739 367 $ gagnés au niveau national. Le film a été un succès économique pour ses producteurs, notamment parce qu'il avait un budget relativement faible, estimé à 20 millions de dollars[réf. nécessaire].

## Édition vidéo
Le film est sorti en DVD et Blu-ray le 22 mai 2007 aux États-Unis, ainsi que le 24 octobre 2007 en France, en version non censurée et en version cinéma,. Fin 2009, 1 040 120 de DVD ont été vendus, rapportant 16 807 388 $[réf. nécessaire].

## Distinctions
Big Movie a été nommé pour trois Razzie Awards lors de la 28e cérémonie: pire remake ou arnaque, pire actrice dans un second rôle (Carmen Electra) et pire scénario (Jason Friedberg et Aaron Seltzer),.